# Bonifacio di Tarso
Bonifacio di Tarso (Roma, ... – Tarso, 14 maggio 307) è un martire cristiano, venerato come santo dalla Chiesa cattolica e dalla Chiesa ortodossa.
Secondo la leggenda, Bonifacio si recò da Roma a Tarso, nella Cilicia (Anatolia), al fine di riportare alla sua padrona Aglaida (o Aglaia o anche Aglae), di cui era intendente, le reliquie dei martiri. Come aderente al cristianesimo patì a sua volta nel 307 il martirio sotto Galerio e il suocero Diocleziano.

## Agiografia

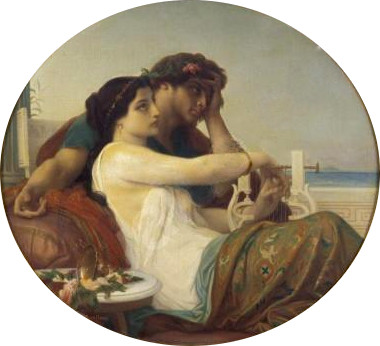
Aglaida and Boniface, dipinto di Alexandre Cabanel.

Sia Bonifacio che Aglaide erano pagani e vivevano in dissolutezza. Stanca del loro modo di vivere, ma anche interessata a capire il fenomeno del cristianesimo, Aglaida decise di inviare Bonifacio in pellegrinaggio in Terrasanta per raccogliere le sante reliquie dei martiri cristiani.
Quando giunse a Tarso (Asia Minore), Bonifacio scoprì che contro i cristiani era iniziata una massiccia persecuzione, si dichiarò egli stesso cristiano e, come tale, fu sottoposto a martirio. La sua salma imbalsamata fu riportata a Roma per essere sepolta in un oratorio sulla via Latina.
Aglaida stessa decise di aderire a sua volta al cristianesimo. Lasciata ogni sua ricchezza ai poveri, si ritirò a vita monastica per i diciotto anni in cui visse ancora, ricevendo - sempre in accordo alla leggenda - il dono divino di esorcizzare gli spiriti maligni.
In memoria di Bonifacio, Aglaide fece costruire sull'Aventino una chiesa, divenuta poi la basilica dei Santi Bonifacio e Alessio (ove si trovano anche le spoglie di Alessio di Roma), luogo in cui, secondo l'Itinerario De Locis Sanctis Martyrum, le reliquie del santo furono trasferite successivamente in un'urna funeraria marmorea sotto l'altare maggiore il martedì delle Palme del 1217.
È citato nella Legenda Aurea, al numero d'ordine LXXI.

## Culto

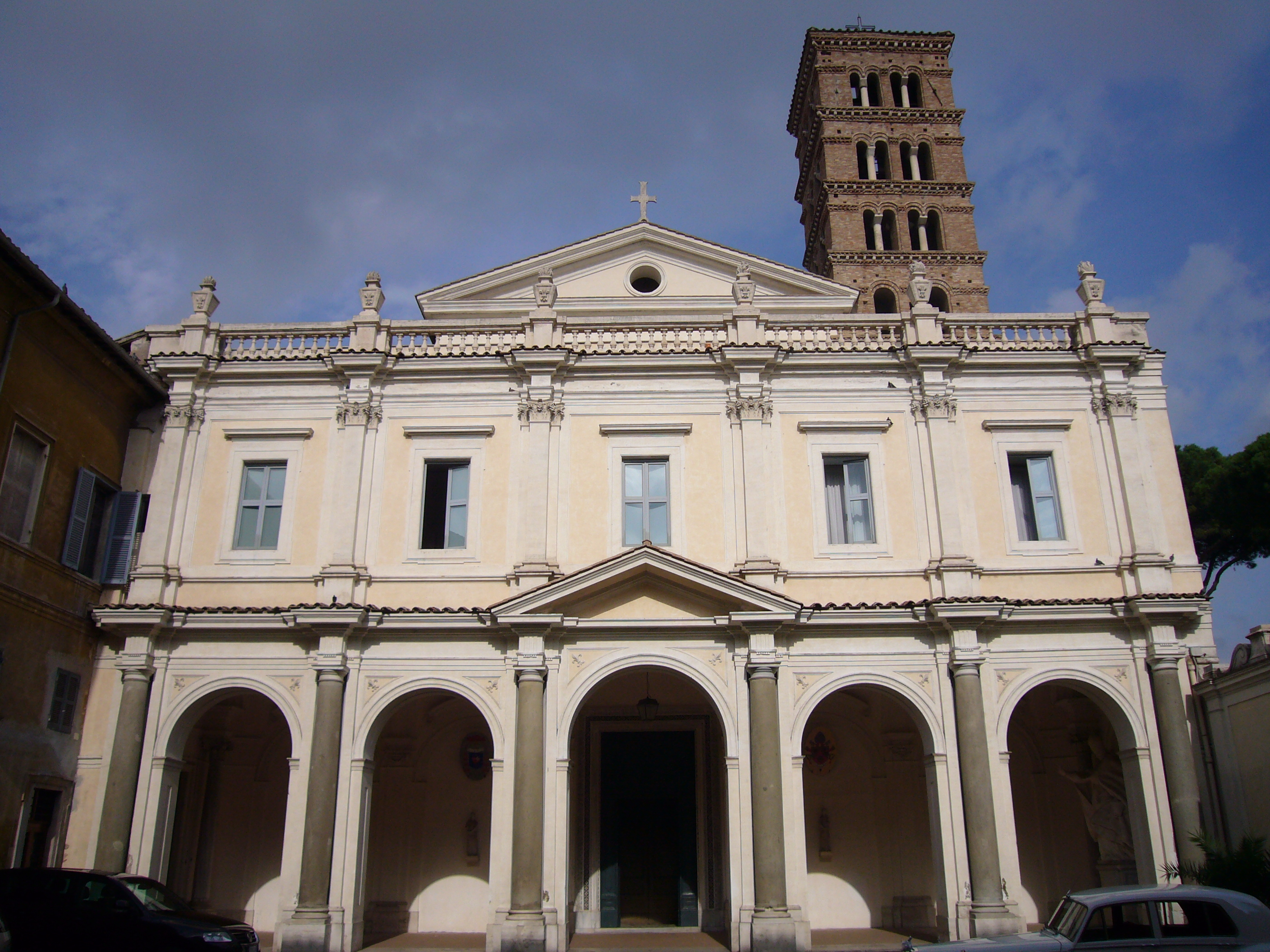
La basilica dei Santi Bonifacio e Alessio a Roma.

È ricordato il 14 maggio, l'ultimo giorno, nella tradizione popolare nordeuropea, dei santi di ghiaccio. La chiesa ortodossa lo venera il invece il 19 dicembre assieme ad Aglaida Giusti (precisamente come Bonifacio Martire a Tarso in Cilicia e Aglaida Giusti di Roma).
Bonifacio di Tarso è patrono di Cerchiara di Calabria e di Popoli Terme.
Nel 1969 la vita del santo è stata considerata leggendaria e il suo nome rimosso dal calendario generale dei santi. Già nel 1955 la sua celebrazione, il 14 maggio, era stata ridotta da papa Pio XII ad una semplice commemorazione da tenersi durante la celebrazione eucaristica feriale (si veda il Calendario romano generale di Papa Pio XII).
Il comune di San Bonifacio prende il nome da una cappella gentilizia dedicata a San Bonifacio di Tarso che sorgeva nel territorio.